# Rozpętek
Rozpętek – wieś w Polsce położona w województwie kujawsko-pomorskim, w powiecie nakielskim, w gminie Kcynia.

## Podział administracyjny
W latach 1975–1998 miejscowość administracyjnie należała do województwa bydgoskiego.

## Demografia
Według Narodowego Spisu Powszechnego (III 2011 r.) liczyła 136 mieszkańców.

## Zabytki
Według rejestru zabytków NID na listę zabytków wpisany jest pałac, około 1870 r., nr rej.: 98/A z 18.12.1981.